# Сага: Прокляття Тіні
Сага: Прокляття Тіні (англ. Dragon Lore: Curse of the Shadow) — фентезійний фільм direct-to-video 2013 року. У головних ролях Річард Мак-Вільямс, Даніель Чакран та Пол Гант.

## Сюжет
У легендарній казковій країні з'являється зловісна секта Тіней. Плани темної організації зривають ельфійський воїн Неміт Акая, лицар Кельтус та лордом-орк Куллімон. Вони повинні зіткнутися з могутньою армією і зупинити лиходіїв, які хочуть воскресити страшного звіра.

## У ролях
| Актор              | Роль            |
| ------------------ | --------------- |
| Даніель Чакран     | Неміт           |
| Річард Мак-Вільямс | Кельтус         |
| Пол Гант           | Каллімон        |
| Джеймс Морріс      | Гярмук          |
| Еве Мауро          | Тарса           |
| Денні Джеймс       | генерал Дреннон |
| Кайл Пол           | Мулгрут         |